# برج مركز الصفاة
برج مركز الصفاة هو برج مكتبي يقع في منطقة القبلة في مدينة الكويت تابع لشركة الصفاة العقارية إحدى شركات الصفاة للاستثمار، يبلغ طول البرج 144 مترا وهو مؤلف من 34 دورا ويخدم البرج 4 مصاعد، سريعة ابتدأ بناء البرج عام 2005 وافتتح في 2008.